# G. H. A. Juynboll
Gualtherüs (Gautier) Hendrik Albert Juynboll (1935–2010) fue un erudito del Islam especializado en hadiz (la recopilación de dichos atribuidos al profeta del islam Mahoma), sobre lo cual publicó más de veinte artículos. Sus contribuciones a los estudios del hadiz han sido calificadas de «sustanciales y revolucionarias» (por Jonathan A. C. Brown), y ha sido calificado como «talentoso e incansable» (A. Kevin Reinhart); en 2020 fue homenajeado con un Festschrift.

## Vida
Juynboll nació en Leiden, Países Bajos, en 1935[cita requerida] y pertenecía a una familia «prominente» de orientalistas. Estudió árabe e islam en la Universidad de Leiden y obtuvo su doctorado en 1969. Trabajó en la Universidad de California en Los Ángeles (UCLA) en Estados Unidos, y en la Universidad de Exeter en el Reino Unido, pero se volvió «financieramente independiente» en 1985.
Es conocido por sostener que los isnads (las cadenas de transmisión oral del hadiz) «nos dicen cosas importantes sobre la historia a la que el isnād está unido». Desarrolló principios y una terminología importantes para el desarrollo posterior del isnād-cum-matn (ICMA).

## Obras
Se ha publicado una bibliografía completa de los trabajos de Juynboll; sus publicaciones clave fueron:
- Papers on Islamic History. Studies on the First Century of Islamic Society (Southern Illinois University Press, 1982)
- Muslim Tradition. Studies in Chronology, Provenance and Authorship of Early Hadith (Cambridge University Press, 1983)
- Studies on the Origins and Uses of Islamic Hadith (Routledge, 1996)
- Encyclopedia of Canonical Hadith (Brill, Leiden, 2007)
- History of Al-Tabari. Volume 13, the Conquest of Iraq, Southwestern Persia, and Egypt, traducido por G. H. A. Juynboll (SUNY Press, 1987)